# أندريه هارتمان
أندريه هارتمان (بالإنجليزية: Andre Hartman)‏ هو دليل غوص في جنوب إفريقيا يشتهر بعمله مع أسماك القرش البيضاء في فيلم وثائقي عن قناة ديسكفري تحت عنوان «أسماك القرش البيضاء العظيمة: غير المقيدة» تم تصويره وهو يغوص غوصاً حراً دون حماية مع العديد من أسماك القرش البيضاء العظيمة.
كما أنه شوهد وهو يغوص غوصاً حراً مع سمكة قرش بيضاء جنباً إلى جنب مع جان ميشيل كوستو في أحد الافلام الوثائقية لكوستو حيث أنه يُظهر لجان ميشيل كيفية الإمساك بزعنفة القرش الظهرية، وفي فيديو آخر من Tow Surfing Adventures لا يظهر أندريه فيه فقط وهو يغوص غوصاً حراً مع أسماك القرش البيضاء وإنما يلاعبها أيضا وهي تسبح وقد قام بلمس أنف القرش وهو يفتح فمه نحوه.
ظهر هارتمان أيضًا في حلقة من مسلسل «وايلدز بويز» على قناة إم تي في حيث قفز ستيف-أو وكريس بونتيوس من قارب مع سمكة قرش بيضاء كبيرة.
وفي فبراير 2004، بينما كان يتجول في المياه أثناء رحلة استكشافية في القفص، تعرض أندريه لعضة من سمكة قرش بيضاء كبيرة بينما كان يدلي بقدمه على حافة القارب، وقد زعمت صحف جنوب أفريقيا أن أندريه كان يغوص بحرية مع أسماك القرش وقت وقوع الحادث والذي يعتبر أمر غير قانوني في جنوب أفريقيا، حيث أن وقْع التسلسل الفعلي للاحداث فيه موضع خلاف، وقدم أندريه لم تتعافى تماما. 

## روابط خارجية
- "White Sharks" - TSA video of Andre Hartman
- Homepage of Andre Hartman